# Carlo Emanuele Basile
Il barone Carlo Emanuele Basile (Milano, 21 ottobre 1885 – Stresa, 1º novembre 1972) è stato un politico, prefetto, scrittore e militare italiano.

## Biografia
Nato da nobile famiglia di origine siciliana, era figlio del senatore Achille Basile e di Carlotta Bossi.
A soli sette anni rimase orfano del padre. Trascorse l'infanzia nella Villa Carlotta, dimora della famiglia Basile, situata sul lago Maggiore a Stresa.

Villa Carlotta a Stresa, oggi non più esistente

Dopo aver studiato al liceo di Novara, frequentò l'Università di Torino, dove si laureò in giurisprudenza nel 1909. Appassionato di letteratura, conseguì una seconda laurea in lettere nel 1913. L'anno seguente pubblicò il suo primo romanzo La vittoria senz'ali, che ottenne un discreto successo.

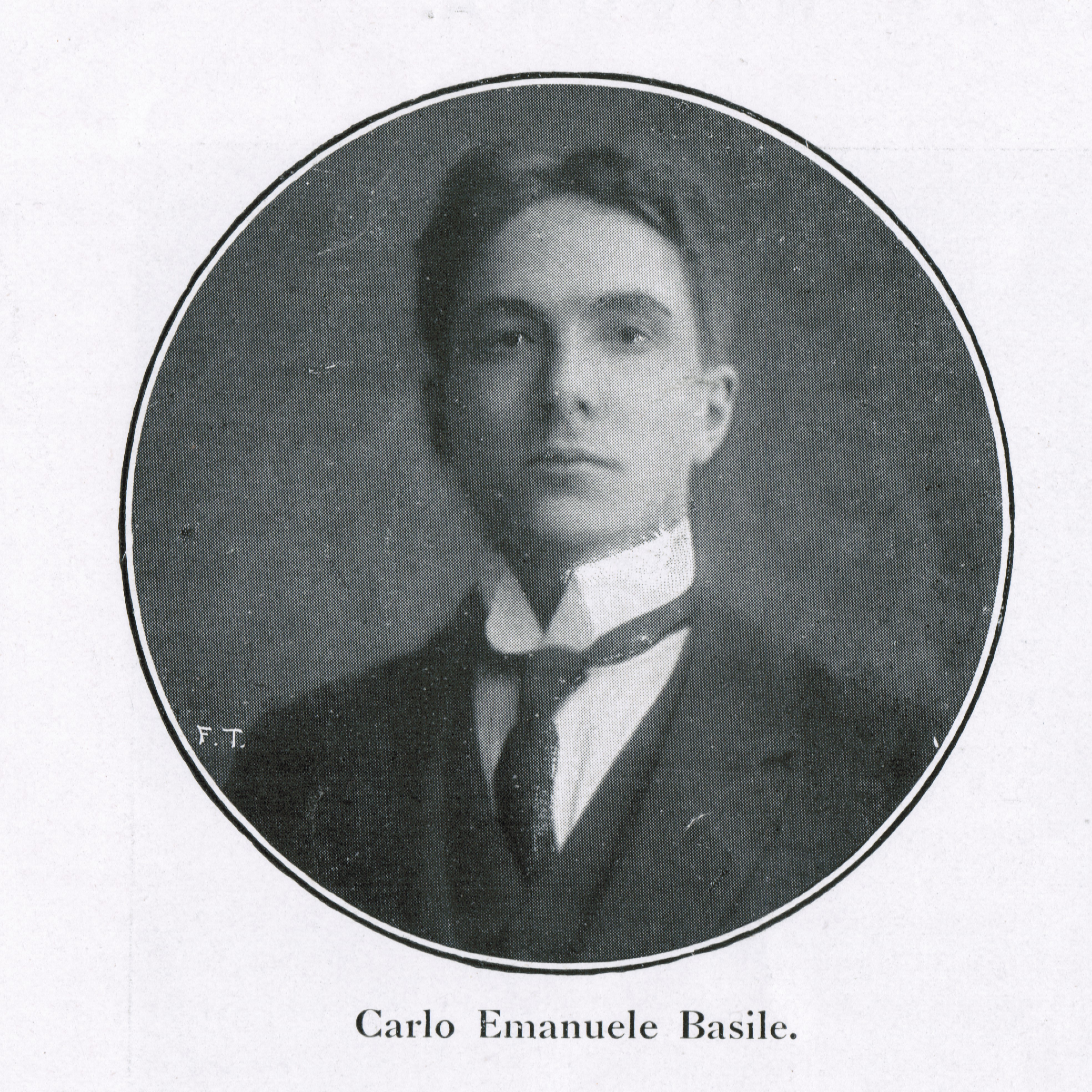
Carlo Emanuele Basile nel 1914, ai tempi della pubblicazione del romanzo La vittoria senz'ali e della sua elezione a sindaco di Stresa

Di idee liberali, nel 1914 venne eletto sindaco di Stresa, con votazione plebiscitaria; manterrà tale carica fino al 1927.
Arruolatosi nei Lancieri di Novara, partecipò come volontario alla prima guerra mondiale, col grado di sottotenente prima e di tenente poi. Gravemente ferito nella battaglia di Pozzuolo del Friuli e fatto prigioniero dagli austriaci, fu decorato con due medaglie di bronzo, una croce di guerra al Valore Militare e con la Legion d'onore. Durante la guerra perdette il fratello Umberto, anche lui volontario nei Lancieri, caduto sul Monte San Michele.
Nel 1917 sposò Francesca dei marchesi Bourbon del Monte Santa Maria, da cui ebbe cinque figlie femmine ed un solo maschio, morto all'età di un anno.
In quel periodo pubblicò altri quattro romanzi, tra i quali il più apprezzato si intitolava "L'erede".

## Nel Partito Nazionale Fascista
Nel 1922 aderì al Partito Nazionale Fascista, all'interno del quale salì rapidamente la scala gerarchica. Inizialmente nominato segretario del Fascio di Stresa (1923-1925), partecipò alla campagna "quartarellista", il movimento di protesta contro l'omicidio di Matteotti.
A seguito della svolta avvenuta all'interno del partito nel marzo 1926, quando Mussolini costrinse Farinacci alle dimissioni da segretario nazionale, Basile fu nominato segretario federale di Novara (1926-1928), città in cui fu inviato per guidare la "normalizzazione" e provvedere all'allontanamento degli elementi più estremisti.
Nel 1928 e 1929 Basile ricoprì le cariche di ispettore del Piemonte e di segretario federale di Torino. Qui entrò in contrasto con gli industriali locali, in quanto affermò la necessità che il PNF non ne subisse l'influenza, come era invece accaduto in precedenza, e che nelle eventuali controversie sindacali bisognasse far pendere l'ago della bilancia dalla parte dei lavoratori. Basile puntò a mettere in atto opere assistenziali a favore della classe operaia, in grado di lenire la crisi economica e rendere più facile l'integrazione delle masse al regime. Nello stesso tempo tenne numerosi comizi e assemblee nelle più importanti fabbriche.
Rese inoltre più agile e controllabile la struttura del partito. Basile sostenne la tesi di De Vecchi sulla continuità politica e culturale del fascismo con la tradizione sabauda e italiana; infatti, durante la sua reggenza, divennero consueti e numerosi gli omaggi a Casa Savoia. L'impegno di Basile portò a risultati positivi per il partito alle elezioni politiche plebiscitarie del 1929, tali da fugare le preoccupazioni fasciste della vigilia in una città ritenuta difficile come Torino.
Nel 1928, per volontà di Mussolini in persona, Basile fu nominato console della Milizia Volontaria per la Sicurezza Nazionale e, l'anno seguente, membro del Direttorio Nazionale del Partito Fascista.
Fu Deputato al Parlamento Nazionale nella XXVIII e XXIX legislatura (1929-1939) e Consigliere nazionale della Camera dei Fasci e delle Corporazioni nella XXX legislatura (1939-1943).
Nel 1931 venne nominato Ispettore generale dei Fasci all'estero, mantenendo tale carica fino al 1942, quando ne divenne Segretario. Dal 1931 al 1935 fu anche podestà di Stresa.
Promosso capitano dell'esercito nel 1934 per meriti eccezionali, negli anni trenta partecipò come volontario sia alla guerra di Etiopia, con il grado di capitano di complemento del 2º gruppo battaglioni eritrei meritando una croce di guerra al valor militare, sia alla guerra di Spagna, venendo decorato con la medaglia di bronzo al valor militare. Quando l'Italia entrò nella seconda guerra mondiale, partì volontario per la quarta volta combattendo sul fronte occidentale.

## Nella Repubblica Sociale
Alla notizia della liberazione di Mussolini sul Gran Sasso, Basile aderì immediatamente alla Repubblica Sociale Italiana in quanto, nonostante ritenesse la guerra ormai perduta, sentiva il dovere di manifestare la sua fedeltà a Mussolini. Occupò inizialmente la carica di Capo della Provincia di Genova (1943-44) e successivamente quella di Sottosegretario alle Forze Armate (1944-45).

### Capo della Provincia di Genova
Buffarini Guidi gli aveva proposto la prefettura di Genova, ma Basile tergiversava perché avrebbe preferito altra destinazione; fu decisivo l'invito a Gargnano da parte di Mussolini, il quale insistette e lo pregò di accettare il difficile incarico. Così, nella riunione del Consiglio dei Ministri del 27 ottobre 1943, Basile fu nominato Prefetto di 2ª Classe e destinato a Genova quale Capo della Provincia.
Qui si trovò a fronteggiare gli scioperi dei lavoratori genovesi ed una serie di uccisioni di fascisti e tedeschi operate dai GAP: già il 28 ottobre 1943, il giorno dopo la sua nomina, in una via di Sampierdarena fu ucciso il primo fascista, Manlio Oddone, capomanipolo della MVSN. Il 27 novembre scioperarono i tranvieri e lo stesso giorno Basile fece affiggere in tutta Genova un manifesto a loro rivolto in cui minacciava misure di rigore in caso di indisciplina. Nel dicembre 1943 iniziarono gli scioperi da parte degli operai delle fabbriche genovesi. Il 13 gennaio 1944 allo sciopero generale nelle fabbriche si unì l'azione dei gappisti Giacomo Buranello e Andrea Scano, i quali in Via XX Settembre spararono contro alcuni ufficiali tedeschi, uccidendone uno e ferendone un altro. Basile, in risposta agli scioperi, ordinò la serrata delle fabbriche per una settimana, mentre in risposta all'attentato gappista convocò nella notte il Tribunale Militare Speciale che, presieduto dal colonnello Borgoglio, condannò a morte otto detenuti politici per fucilazione, eseguita al Forte San Martino.
Poiché gli operai continuavano con l'organizzazione di altri scioperi, il 1º marzo Basile ordinò l'affissione di un manifesto in cui minacciava, in caso di nuovo sciopero, la deportazione di un certo numero di operai, estratti a sorte, nei campi di concentramento.
Intanto nella riunione del Consiglio dei Ministri del 18 aprile fu decisa la sostituzione di Basile con il questore Arturo Bigoni, che verrà perfezionata due mesi dopo (il 28 giugno).

Carlo Emanuele Basile in piazza De Ferrari in occasione dell'apertura del "centro studi mazziniani"

Nonostante le minacce, il fermento tra gli operai non si placava, anzi andava crescendo, tanto che il 19 e 20 maggio (il giorno della strage del Turchino compiuto dalle SS ed il giorno successivo) Basile, protetto da una scorta, girò personalmente tra le fabbriche a parlare con gli operai: disse loro che li comprendeva, che avevano dei buoni motivi per protestare, ma che dovevano rendersi conto che il momento era molto difficile. Basile promise che si sarebbe impegnato per loro, ma che in cambio dovevano cercare di non aver fretta e di interrompere scioperi e forzature. Durante le arringhe arrivò qualche insulto e qualche fischio, ma Basile non fece una piega. Gli operai, per nulla convinti, cavalcando l'onda degli eventi bellici, a partire dal 1° di giugno misero in atto una serie di scioperi a ripetizione, che costrinsero Basile a far diramare il 10 giugno un ordine di serrata per sette stabilimenti (Siac, Piaggio, San Giorgio, Cantieri Navali, Carpenteria, Ferriere Bruzzo, Ceramica Vaccari), con la minaccia di provvedimenti più gravi. Lo stesso giorno alcuni poliziotti guidati dal questore, insieme ad un gruppo di SS, isolarono un reparto del Meccanico di Sampierdarena che stava scioperando e prelevarono sessantaquattro operai.
Il 14 giugno il lavoro riprese regolarmente nelle fabbriche sottoposte a serrata, ma il 16 seguente i militari tedeschi irruppero in quattro fabbriche genovesi (la Siac, i Cantieri Navali, la San Giorgio e la Piaggio) prelevando quasi 1 500 operai, che furono deportati in Germania e destinati a lavorare nelle fabbriche tedesche. Il giorno prima delle deportazioni i gappisti avevano attentato alla vita del commissario prefettizio di Genova, il generale Silvio Parodi; l'attentato fu ripetuto nuovamente il 19 provocandone la morte a Savignone.

### Sottosegretario alle Forze Armate
Pochi giorni dopo la deportazione degli operai, il 28 giugno 1944, Mussolini nominò Basile Sottosegretario alle Forze Armate, col grado di colonnello, affermando al momento dell'incarico «Ho scelto voi perché siete un militare». Dopo avergli confidato che gli sarebbe piaciuto destinarlo alla segreteria del partito al posto di Pavolini, ma che ciò non gli era possibile per molte ragioni, Mussolini gli impartì direttive per il nuovo incarico ed in particolare gli ordinò di epurare gli alti gradi dell'esercito repubblicano iscritti alla massoneria. Così Basile, vinta una certa resistenza da parte del ministro Rodolfo Graziani, in pochi mesi mandò in pensione la maggior parte dei generali in soprannumero. Inoltre, nelle nuove vesti di sottosegretario, appoggiò Graziani nell'operazione di far transitare il corpo della Guardia Nazionale Repubblicana all'interno del neo costituito Esercito Nazionale Repubblicano attirandosi il risentimento di Renato Ricci.
Alla caduta della Repubblica Sociale Italiana, il 25 aprile 1945, intorno alle 17, Basile fu preso prigioniero dai partigiani a Sesto mentre cercava di raggiungere Mussolini a Milano, trasportando con sé una valigia contenente trenta milioni in valuta estera e oro provenienti dalla segreteria particolare del duce, che dovevano servire a favorire l'eventuale fuga di Mussolini e di altri fascisti all'estero. Alla radio fu data notizia della sua cattura e fucilazione, ma, processato dai "tribunali del popolo" e portato per due volte di fronte al plotone di esecuzione, alla fine fu risparmiato in quanto (secondo la testimonianza resa in processo da chi lo fece prigioniero) si credeva potesse fare importanti rivelazioni. L'ordine di fucilarlo immediatamente era stato dato da Sandro Pertini, che faceva parte dell'esecutivo del Comitato di Liberazione per l'Alta Italia, ma l'ordine fu disatteso. Secondo il racconto dello stesso Basile, la fucilazione non ebbe luogo subito a causa delle sue condizioni fisiche (i partigiani gli avevano sparato all'inguine) e dell'ora tarda e pertanto fu rinviata al mattino. Il giorno seguente, Basile fu portato in un cascinale oltre corso Sempione, ma, proprio un attimo prima che i fucili sparassero, fu impartito l'ordine di fermare l'esecuzione da un ufficiale partigiano che era stato ai suoi ordini a Gondar durante la guerra d'Etiopia, dove Basile lo aveva salvato dal tribunale militare. Così, anni dopo, lo stesso ufficiale partigiano aveva voluto sdebitarsi ed era riuscito ad ottenere un contrordine da un comando periferico e a raggiungere il luogo dell'esecuzione all'ultimo secondo.

## I processi nel dopoguerra
Basile, come altri esponenti di primo piano del regime, venne posto sotto processo per il reato di collaborazione con i tedeschi, in particolare per aver prestato «aiuto ed assistenza come capo della provincia di Genova prima e come sottosegretario alla Guerra poi». L'accusa riguardava la deportazione di circa 1400 operai in Germania, ritenuta conseguenza dei manifesti da lui pubblicati, in cui si minacciava l'adozione di duri provvedimenti nei confronti degli operai in caso di sciopero. Inoltre Basile fu accusato della morte di undici detenuti politici, condannati alla fucilazione dal Tribunale Militare Speciale, da lui convocato tre volte in risposta ad attentati compiuti dai gappisti.
Il percorso dei vari gradi del processo fu condizionato dalla promulgazione dell'amnistia Togliatti. Nel 1945, Basile fu condannato a 20 anni dalla Corte straordinaria d'Assise di Milano, che concesse le attenuanti dati i suoi trascorsi di militare. Il PM, che aveva chiesto la pena di morte, fece ricorso contro la concessione delle attenuanti e così la sentenza fu annullata dalla Corte di Cassazione. L'anno successivo la Corte di Pavia fu di parere diverso rispetto alla Corte d'Assise di Milano e condannò l'imputato a morte, ma anche questa volta la sentenza fu annullata dalla Cassazione. Il processo andò quindi alla Corte di Assise speciale di Napoli, che il 29 agosto 1947 assolse Basile in quanto il reato di collaborazionismo a lui contestato si era estinto per la sopraggiunta amnistia e ne ordinò la scarcerazione.
Pochi giorni dopo, sotto la spinta delle proteste popolari che si scatenarono a Genova, la procura di quella città emise un nuovo mandato di arresto nei suoi confronti, ponendolo sotto processo per i reati di concorso in omicidio di undici partigiani e collaborazionismo. Basile fu nuovamente assolto dalla Corte di Assise di Perugia il 16 giugno 1950 in quanto i fatti rientravano tra quelli per cui era già stato precedentemente assolto per amnistia (sentenza confermata dalla Cassazione il 17 gennaio 1951).

### Il processo a Milano
Poco meno di due mesi dopo la cattura, il 17 giugno 1945, Basile venne condannato dalla corte d'assise straordinaria Milano a 20 anni di carcere (il pubblico ministero aveva chiesto la pena di morte), pena calcolata considerando applicabili nel suo caso delle attenuanti, dovute ai suoi meriti per i trascorsi da militare. Durante il processo uno dei testimoni, l'operaio genovese Castagna, aveva accusato Basile di aver fatto fucilare 89 persone al Passo del Turchino e 110 tra Forte S. Martino ed il forte Ratti. Secondo la Corte queste fucilazioni non figuravano tra i capi d'imputazione, né era risultato «in modo positivo che il Basile avesse disposto tali atti».
La condanna, ritenuta troppo lieve da diversi esponenti delle forze politiche antifasciste, causò numerose proteste, soprattutto a Milano e Genova. Vi fu anche un deciso comunicato del CLNAI, che chiese espressamente al governo un intervento legislativo per individuare più facilmente le responsabilità per chi aveva compiuto reati fascisti [...] anche in rapporto alla particolare situazione creatasi nell'Italia Settentrionale per il prolungarsi dell'oppressione nazifascista.
Il PM di Milano fece ricorso in cassazione ed il 27 luglio dello stesso anno questo venne accolto. L'Alta Corte annullò la sentenza per difetto di indagine sui fatti e di motivazione sulla concessione delle attenuanti, rinviando il processo alla corte d'assise straordinaria di Pavia.
In quel periodo l'Alta Corte milanese annullò anche alcune sentenze di condanna a morte per reato di collaborazionismo, in quanto sosteneva che la condanna per collaborazione militare col tedesco invasore dovesse essere comminata a seguito di un esame accurato di tutte le circostanze del reato e della personalità dell'imputato. La scelta di Pavia vide l'opposizione del comando Alleato, che aveva espresso la preferenza per un processo davanti all'Alta Corte di Giustizia.

### Il nuovo processo a Pavia
Il 25 gennaio 1946 la corte di Pavia, in linea con le richieste del pubblico ministero, decise di non applicare le attenuanti generiche (che erano state nuovamente richieste dalla difesa) e condannò a morte l'ex prefetto.
La corte si era rifiutata di accettare la richiesta della difesa, che avrebbe voluto rimandare l'udienza per sentire come testimone l'allora vice prefetto di Genova (e in seguito prefetto di Roma) Trinchero, che fu ex capo di Gabinetto di Basile durante l'RSI, e la cui testimonianza era stata inizialmente richiesta sia dai PM che dalla difesa: proprio l'assenza di motivazione esplicita di questo rifiuto causò un nuovo annullamento della sentenza ad opera della Cassazione (8 giugno 1946), che rinviò il processo alla corte straordinaria di Venezia. Pochi giorni dopo, il 22 giugno 1946, venne promulgata l'amnistia Togliatti, inizialmente valida per reati compiuti entro il 18 giugno 1946 (verrà poi estesa da norme successive).

### Un nuovo processo a Venezia-Napoli
In una delle prime udienze alla Corte di Venezia, l'avvocato difensore dell'imputato fu preso a schiaffi in pieno dibattito. Così il 2 maggio 1947, su richiesta della difesa, la Cassazione spostò il processo da Venezia a Napoli per legittima suspicione. A Napoli il PG Siravo, nella requisitoria, affermò che le responsabilità di Basile in alcuni dei fatti contestati non erano state provate: "la responsabilità del Basile in merito alle deportazioni di 1400 operai dagli stabilimenti Ansaldo di Genova non è provato, perché ad esso presiedette materialmente il questore Bisogni. Nemmeno i manifesti firmati dall'imputato sono elementi sufficienti perché venga accertata la responsabilità dell'imputato, e se Basile collaborò coi tedeschi collaborò male, tanto che Knox, capo dell'ufficio politico del quartier generale tedesco, espresse la sua soddisfazione quando il Basile fu sostituito". Quindi il PG chiese che venissero applicate le attenuanti generiche e l'amnistia, concludendo di essere certo che molte critiche avrebbero accompagnato le sue conclusioni dettategli dalla coscienza. L'avvocato delle parti civili evidenziava come la Corte non potesse andare oltre quanto specificato nella sentenza di rinvio, limitandosi quindi a valutare l'opportunità o meno delle attenuanti generiche e che le responsabilità erano già state determinate dalla sentenza di Milano, contro cui Basile non aveva fatto ricorso. Il 29 agosto la corte "dichiara di non potersi procedere a carico di Carlo Emanuele Basile per il delitto di collaborazionismo a lui ascritto, perché estinto per amnistia; ordina la scarcerazione dell'imputato se non detenuto per altra causa.
L'assoluzione comportò grandi proteste soprattutto a Genova, dove fu proclamato lo sciopero generale dalle 10 alle 24 e nella provincia di Milano. La C.G.I.L., con un comunicato, approvò le manifestazioni di protesta, mentre il Partito Comunista spingeva per rifare il processo, minacciando di provocare uno sciopero generale. Su pressione delle forze di sinistra il governo arrestò Basile "per motivi di sicurezza" già il giorno dopo la sentenza di assoluzione.
Il 1º settembre 1947 il procuratore generale annunciò che non aveva intenzione di presentare ricorso contro la sentenza di assoluzione per amnistia emessa dalla corte d'assise speciale di Napoli. Nello stesso giorno, veniva annunciato che la commissione provinciale per il confino si sarebbe riunita per valutare eventuali provvedimenti da prendere nei confronti di Basile. La decisione emessa due settimane dopo, il 15 settembre, fu di tre anni di confino per l'ex prefetto, con la motivazione di "aver collaborato, col tedesco invasore, favorendo i disegni criminosi di questo". Il confino non venne tuttavia eseguito, perché il giorno seguente la procura di Genova emise un nuovo mandato d'arresto nei confronti di Basile per reati che non venivano precisati, ma che comunque non riguardavano quelli per i quali era stato processato recentemente a Napoli.

#### Le proteste socialiste in Parlamento per l'assoluzione
Il 19 novembre 1947 fu presentata un'interrogazione parlamentare al Ministro della Giustizia dai socialisti Gaetano Barbareschi, Vannuccio Faralli e Sandro Pertini nella quale si chiedeva quali provvedimenti si intendessero adottare contro il Procuratore Generale di Napoli Siravo, il quale, a detta dei tre esponenti socialisti, nella requisitoria del processo Basile aveva dichiarato che le leggi eccezionali contro i fascisti erano una "mostruosità" ed aveva sostenuto che la magistratura del nord, nel giudicare i fascisti, aveva compiuto non opera di giustizia ma di vendetta in quanto aveva subito interferenze estranee. Il Ministro di giustizia Giuseppe Grassi rispose che Siravo era un ottimo magistrato e che nel verbale della requisitoria non vi era alcun riferimento alle affermazioni attribuitegli sulle leggi contro i fascisti. Invece riguardo ai processi svoltisi al nord, il ministro rispose che Siravo faceva riferimento agli episodi di violenza che accaddero tra il pubblico e che quindi egli aveva solo fatto un apprezzamento sul clima nel quale si svolsero tali processi. Allora Faralli gridò più volte che Siravo era un fascista perché aveva fatto assolvere Basile, ma Giovanni Leone rispose che Siravo era il più indipendente magistrato di Napoli. Pertini riprese la parola dicendo che Basile era un collaborazionista che aveva fatto eseguire rastrellamenti e che era stato uno strumento cosciente nelle mani dei nazisti; espresse quindi la sua preoccupazione per le decisioni prese dalla magistratura e proseguì dicendo che il problema non sarebbe esistito se i suoi compagni avessero eseguito il suo ordine di uccidere subito Basile, invece di farlo cadere in mano agli alleati. Pertini sottolineò che ciò che meritava Basile era il plotone di esecuzione e riferì altre frasi, riportate dalla stampa, che avrebbe pronunciato nella requisitoria il PG Siravo. Amerigo Crispo rispose che nessuna delle frasi citate si trovava in quella forma nel testo stenografato della requisitoria.

### Un nuovo processo a Genova-Perugia
Nel nuovo processo l'imputazione questa volta non comprendeva soltanto il generico reato di collaborazionismo, ma anche quello di concorso in omicidio per aver convocato tre tribunali speciali dove erano stati condannati a morte undici partigiani, in un caso comunicando la notizia dell'esecuzione ai giornali e tramite l'affissione dei manifesti prima ancora che questa fosse avvenuta. Tesi dell'accusa e delle parti civili (tra cui il comune di Genova) era che, essendo il concorso in omicidio un reato differente, la sentenza di Napoli non potesse assorbire i capi di imputazione del nuovo processo.
Nel frattempo, a partire dal primo gennaio 1948, in Italia venne abolita la pena capitale. Nella primavera del 1949 la Corte di Cassazione decise di spostare il processo da Genova a Perugia, sempre per legittima suspicione. Qui il processo iniziò il 9 giugno 1950 e si caratterizzò per l'elevato numero di testimoni che non si presentarono (30 su 50 convocati), fatto che alcuni media del tempo evidenziavano come tipico nei processi contro gli ex fascisti. Basile, interrogato sui fatti contestatigli, si difese dicendo di aver costituito i tribunali speciali perché le vittime fossero giudicate da italiani e non da tedeschi e che egli non presiedette i tribunali.
Il 15 giugno il PM "Per l'imputazione di concorso in omicidio aggravato da premeditazione in persona di undici partigiani nel volgere di tre diversi episodi e per l'imputazione di attivo collaborazionismo militare col tedesco invasore, chiede che l'imputato, concesse le attenuanti generiche, sia condannato alla pena di trent'anni di reclusione, alla confisca dei beni e all'interdizione perpetua dal pubblici uffici", affermando che gli stessi tribunali speciali fossero stati convocati da Basile avendo già in mente la condanna a morte. Il PM, nella requisitoria, aggiunse che questi reati non sarebbero dovuti rientrare tra quelli già giudicati nella sentenza di assoluzione di Napoli e che Basile, avendo accettato volontariamente il ruolo di Capo della Provincia di Genova, non poteva invocare ll caso di necessità. Al contrario la difesa sostenne che i reati (concorso in omicidio e collaborazionismo) rientrassero nella "cosa giudicata", ovvero in quelli per cui Basile era già stato assolto per amnistia a Napoli e che, comunque, l'ex prefetto si era trovato ad agire in uno "stato di necessità", chiedendo quindi l'assoluzione. Il giorno seguente la Corte d'Assise di Perugia sentenziò il "non doversi procedere nei confronti dell'imputato, in quanto l'azione penale non può essere perseguita per effetto della cosa giudicata", dando ragione alla difesa relativamente al fatto che i reati in oggetto sarebbero rientrati in quelli per cui era già stato giudicato a Napoli e ordinando nel contempo la scarcerazione. Il PM annunciò ricorso in Cassazione (presentandolo il successivo 25 agosto), mentre le parti civili annunciarono che avrebbero intentato una causa civile per il risarcimento dei danni.
Questa sentenza assolutoria, al contrario delle precedenti, fu contestata duramente solo a Genova. Verrà citata pochi giorni dopo, sulla Voce Repubblicana, organo di partito del Partito Repubblicano Italiano (che nelle ultime elezioni aveva raccolto soltanto il 2,5% dei voti e a quel tempo era tra i partiti che appoggiavano il governo De Gasperi VI), nell'ambito di una serie di proteste del partito contro la magistratura in generale, in un passo che stigmatizzava le ripetute sentenze assolutorie nei confronti degli ex membri del regime fascista.
Il 17 gennaio 1951 la Corte di Cassazione confermò la sentenza di Perugia, respingendo il ricorso del PM.

### Dopo l'assoluzione
Dopo la definitiva assoluzione Basile svolse ancora attività politica nel Movimento Sociale Italiano e scrisse numerosi articoli sul Secolo d'Italia.

La chiocciola di C. E. Basile sul Lago Maggiore nel 1922

Nel 1958, dopo una lunga gestazione, pubblicò il romanzo Le quattro mie amiche, che trae spunto dal viaggio di 14 giorni da lui compiuto insieme alla moglie nel 1922, da Stresa a Venezia, su una chiatta denominata chiocciola da lui ideata e fatta costruire appositamente dai cantieri Taroni.
Basile fu indirettamente coinvolto nei fatti di Genova del 30 giugno 1960. Il Movimento Sociale Italiano, che aveva votato la fiducia al governo Tambroni, convocò il congresso nazionale a Genova dal 2 al 4 luglio. La notizia diffusasi secondo cui il congresso si sarebbe svolto sotto la presidenza di Basile fu accolta come una «grave provocazione» dalle sinistre e dai democratici ed il 30 giugno uno sciopero generale bloccò Genova, con duri scontri tra manifestanti e forze di polizia. A seguito della vicenda il congresso fu rinviato sine die e Fernando Tambroni fu costretto a dimettersi.

## Opere
- Il pensiero di Giorgio Sorel, Torino, Gerbone, 1909.
- La vittoria senz'ali, Milano, Treves, 1914.
- Dopo la Guerra vedrai, Milano, Società Editoriale Italiana, 1919.
- I dilettanti della vita, Milano, Modernissima, 1921.
- L'erede, Milano, Treves, 1923.
- La tua legge, 2 voll., Milano, Treves, 1924.
- Studio in Do minore, Intra, Almansio, 1927.
- Marciando, Novara, Cattaneo, 1927.
- La morte dell'eroe, Torino, Formica, 1930.
- Discorsi fascisti (federazione provinciale fascista novarese), con Angelo Nicolato ed Ezio Maria Gray, Novara, Cattaneo, 1930.
- Mostra di paesaggi italiani di Michele Cascella. Settembre Ottobre 1930, a cura di, Schio-Arona, Arti Grafiche Manifattura Etichette, 1930.
- Il gallo e la lupa, Novara, L'Italia giovane, 1934; Novara, La Tipografica, 1941.
- La conferenza di Stresa. Acquerelli e disegni dal vero di Aldo Raimondi, Roma, Ardita, 1936.
- Le quattro mie amiche, Bologna, Cappelli, 1958.
- Gabriel nuntius semper adamas. Contro un'aggressione iniqua e stupida e vile, Milano, Per volontà di un pugno d'italiani, 1965.